# 龍清泉
龍清泉（りょう せいせん、ロン・チンチュエン、ピン音:Lóng Qīngquán,、1990年12月3日 - ）は、中国の湖南省龍山県出身のウェイトリフティング選手。ミャオ族である。2008年北京オリンピックのウエイトリフティング競技の56キロ級で292kgを持ち上げ優勝を果たした。その体つきより中国神話に登場する「哪吒太子」と呼ばれることがある。
実家は肉屋であり、幼いころより貧しい生活を強いられた。4歳からウェイトリフティングをはじめ、4年生になる頃には親元を離れ体育学校で練習するほどまでになった。しかしあまり設備が整っておらず、バーベルの代わりに竹や水道管に砂をつめたものを使用していた。2000年からは体育学校に推薦入学が決まったが、資金が苦しく両親は出稼ぎに出た。本人も体育館に落ちているペットボトルを売るなどして何とか資金をやりくりしたという。